# Ямпольский, Израиль Маркович
Изра́иль Ма́ркович Ямпо́льский (8 [21] ноября 1905, Киев — 20 сентября 1976, Москва) — советский музыковед, скрипач, педагог.
Племянник музыкального педагога Абрама Ильича Ямпольского, сын виолончелиста Марка Ильича Ямпольского.

## Биография
Родился 8 ноября (по старому стилю) 1905 года в Киеве в музыкальной семье екатеринославского мещанина Мардохея Ильича Ямпольского и Сары Файвелевны Ямпольской.
В 1927—1929 годах артист Персимфанса. В 1930 году окончил Московскую консерваторию, где учился по классу скрипки у А. И. Ямпольского, своего дяди. По истории музыки занимался у К. А. Кузнецова. С 1931 года преподавал игру на скрипке в Гнесинском училище и ЦМШ, и с 1934 года — в Московской консерватории, где с перерывами с 1935 по 1949 год читал лекции по истории и теории скрипичного искусства. В 1940 году получил степень кандидата искусствоведения с диссертацией «Основы скрипичной аппликатуры». Помимо преподавания, Ямпольский также работал в музыкальных издательствах, а с 1953 стал музыкальным критиком в Совинформбюро.
Похоронен на Донском кладбище.

## Научная деятельность
Основные направления научной деятельности И. М. Ямпольского — история и теория смычкового искусства, вопросы исполнительства, зарубежная музыка и её связи с русской музыкальной культурой.
Ямпольский — автор более тысячи статей в советских и зарубежных музыкальных журналах, монументального труда «Русское скрипичное искусство» (Москва, 1951), книги «Музыка Югославии» (1958), монографий, посвящённых жизни и творчеству Арканджело Корелли, Никколо Паганини, Генрика Венявского, Джордже Энеску, Давида Ойстраха, Фрица Крейслера и многих других известных скрипачей. Он также принимал участие (вместе с Б. С. Штейнпрессом) в создании «Энциклопедического музыкального словаря» — крупнейшего подобного издания в СССР того времени и биографического словаря об отечественных музыковедах «Кто писал о музыке». Автор ряда статей Музыкального словаря Гроува изданий 1954 и 1980 годов.

## Основные труды
- Русское скрипичное искусство: очерки и материалы. — М., 1951.
- Арканджело Корелли. — М., 1953 (совместно с К. А. Кузнецовым).
- Генрик Венявский. — М., 1955.
- Джордже Энеску. — М., 1956.
- Музыка Югославии. — М., 1958.
- Энциклопедический музыкальный словарь. — М., 1959, второе издание 1966 (совместно с Б. С. Штейнпрессом).
- Никколо Паганини: жизнь и творчество. — М., 1961, второе издание 1968.
- Сонаты и партиты для скрипки соло И. С. Баха. — М., 1963.
- Давид Ойстрах. — М., 1964, второе издание 1968.
- Кто писал о музыке. — М., 1971—1979 (совместно с Г. Б. Бернандтом).
- Даниил Шафран. — М., 1974.
- Фриц Крейслер: жизнь и творчество. — М., 1975.
- Советские композиторы и музыковеды. — М., 1978 (совместно с Г. Б. Бернандтом).